# جيفري كانغ
جيفري كانغ (بالصينية: 康敬伟) هو شخصية أعمال صيني، ولد في 6 فبراير 1970 في تشونغتشينغ في الصين.